# Viktoria Tchervova
Viktoria Anatolievna Tchervova (en russe : Виктория Анатольевна Червова) est une ancienne joueuse de volley-ball russe née le 18 juillet 1991 à Krasnoïarsk. Elle mesure 1,88 m et jouait au poste de réceptionneuse-attaquante. 

## Clubs
| Club              | De        | À         |
| ----------------- | --------- | --------- |
| Istok Krasnoïarsk | 2005-2006 | 2006-2007 |
| Ouralotchka-2     | 2007-2008 | 2009-2010 |
| Ouralotchka NTMK  | 2009-2010 | 2013-2014 |
| Leningradka       | 2014-2015 | 2014-2015 |

## Palmarès

### Équipe nationale
- Championnat d'Europe des moins de 20 ans
  - Finaliste : 2008.

### Clubs
- Coupe de la CEV
  - Finaliste : 2014.